# Акустичко-ритмичко васпитање
Акустичко-ритмичко васпитање је облик педагошког рада који се примењује у образовним установама а заснива се на физиолошким и психолошким реакцијама организма на музику и вибрационе надражаје. Њиме се изграђује музичка осетљивост и реаговање субјекта на заокружене музичке целине или на поједине изражајне елементе у музици: тонове и њихова физичка својства, као и на вибрације различитог интензитета. Коришћење музике, уз примену и других реедукативних и стимулативних вежби, у овој области педагошког рада са ученицима који имају извесне развојне проблеме, било у учењу или понашању, има и елементе музикотерапије. Овај специфичних облика васпитања временом доприноси да ученици са мање напора и тешкоћа усвајају и друге васпитно-образовне садржаје на часовима редовне наставе.

## Утицај музика на ритмичке покрете и психу
Музика и покрет као интегрални део музичке едукације јавља се код деце у најранијем узрасту. Рано, у животу, деца реагују разноврсним сензацијама тела и мимичким и гласовним покретима, одговорјући тако на музику коју чују. То не треба да нас изненађује, јер створена музичка основе, настају у раном детињсту, како би касније омогућиле деци да се „синхронизују” са музиком коју слушају или изводе.
Изгледа да је музика у нашим животима присутан веома рано, јер се то уочава код деце још док су новорођенчад. Наиме, према истраживањима бебе показују реакције на музику и ритам померајући своје тело и удове, често на „квазипериодичан” начин, од првих дана живота, што је доказано у лабораторијским условима. Осим у истраживачким лабораторијама, наставници и родитељи најчешће су сведоци музичког богатства деце и њихових спонтаних покрета на њу, укључујући и „ненамерне" покушаје да се синхронизују са музичком и њеним ритмом од врло раног детињства.
Музика и покрети тела

Музика и покрет су нераскидиво повезани. Људска бића синхронизују своје кретање тела уз музику у процесу који се често описује као координисани ритмички покрет, или ритмичко узбуђење. Уопштено говорећи, уживање у музици и њеном ритму је 
Процес у коме се ритмови приказују као два или више феномена који постају синхронизовани, са једним од ритмова који су често моћнији или доминантнији или хватање другог ритма
 Ритмички утицај музике односи се на координацију временски структурираних догађаја кроз њихову интеракцију, која се нпр. дешава, када особа пева и плеше док слуша омиљену песму или када две или више особа свирају камерну музике или певају заједно у хору. У сваком случају, музика и тело су координисани, усклађени и синхронизовани са уобичајеним ритмичким пулсом.
Музика и психа
Још од давнина познат је утицај музике (ритма, мелодије, хармоније) на тело и психу човека. Неурофизиолошка истраживања, спроведена последњих деценија дају бројна тумачења о њеном утицају на централни и периферни нервни систем, односно да се музикотерапијом може успешно деловати на висцералне функције, стимулацију рецептивних и изражајних могућности пацијента (покрет, плес, говор, графика).

## Циљеви акустичко-ритмичког васпитање
Акустичко-ритмичко васпитање иако је пре свега је усмерено на личност у целини, оно посебно утиче на:
- Стварање нове индивидуалне и социјалне динамике путем активирања ритмичког потенцијала
- Психомоторно активирања (сензорике, неуромускулатурних функција, естетике покрета, симболизације и говора), а
- Емоционалног активирања и овладавања неуротски условљеним комуникативно-социјалним поремећаја.
- Хармонизације психомоторних активности.
- Успостављање или поновно успостављања интерперсоналних односа и активирања личности до нивоа катарзе и интенционалног самоостварења.[1]

## Елементи музикотерапије у акустичко-ритмичком васпитању
У акустичко-ритмичко васпитању могу се примењивати следећи облици музикотерапије:
- ритмизација,
- певање,
- рекреацијско и функционално лечење,
- сценско-музичка терапија и
- музичка психодрама.

Ови облици музикотерапије могу се примењивати појединачно или групно, самостално или у вези с другим рехабилитацијским облицима (кинезитерапијом, терапијом говорних и слушних поремећаја, психомоторном реедукацијом, облицима терапије понашања), ради уклањања или ублажавања појединих функционалних тешкоћа и мењања става особа..